# Conte di Selborne
Conte di Selborne, della Contea di Southampton, è un titolo tra i pari del Regno Unito, creato nel 1882 per l'avvocato e politico liberale Roundell Palmer, insieme al titolo di visconte Wolmer. Era già stato creato barone Selborne nel 1872.
Sia il figlio, il secondo conte, che il nipote, il terzo conte, erano politici liberali. A partire dal 2009 i titoli sono detenuti dal nipote del terzo conte, il quarto conte. Egli è uno dei novanta eletti pari ereditari che rimangono nella Camera dei Lord, dopo l'approvazione della House of Lords Act 1999.
La residenza ufficiale è Temple Manor, vicino a Selborne, nel Hampshire.

## Conti di Selborne (1882)
- Roundell Palmer, I conte di Selborne (1812-1895)
- William Palmer, II conte di Selborne (1859-1942)
- Roundell Palmer, III conte di Selborne (1887-1971)
- John Palmer, IV conte di Selborne (1940-2021)
- William Palmer, V conte di Selborne(1971)

L'erede è il figlio dell'attuale conte, Alexander David Palmer, visconte Wolmer (2002).